# 광주광역시공무원교육원
광주광역시공무원교육원(光州廣域市公務員敎育院)은 광주광역시 소속의 지방공무원의 교육훈련을 수행하기 위해 광주광역시청 산하에 설치된 직속기관이다.
교육원장은 지방부이사관으로 보한다.

## 연혁
- 1986년 11월 1일: 광주직할시지방공무원교육원 설치
- 1995년 1월 1일: 광주광역시지방공무원교육원으로 변경
- 2017년 1월 1일: 광주광역시공무원교육원으로 변경

## 조직
원장
- 교육지원과
- 교육기획과
- 교육운영과